# 伊茲沃魯鄉
44°43′32″N 24°10′28″E / 44.72556°N 24.17444°E
伊茲沃魯鄉（羅馬尼亞語：Izvoru, Argeș），是羅馬尼亞的鄉份，位於該國中南部，由阿爾傑什縣負責管轄，面積61平方公里，海拔高度169米，2007年人口2,531，人口密度每平方公里41人。